# Josef Zora
Josef Zora, gebürtig Josef Vacslav Tancibudek oder Josef Tanciburek (* 17. August 1894 in Modřany bei Prag, Österreich-Ungarn; † 2. November 1971 in Prag, Tschechoslowakei) war ein tschechoslowakischer Tontechniker beim heimischen und reichsdeutschen Film, außerdem ein Theaterregisseur und Bühnenschauspieler sowie Kleindarsteller beim Film.

## Leben und Wirken

### Ausbildung und erste Schritte auf der Bühne
Tancibudek hatte zum Beginn des Ersten Weltkriegs eine Lehrerausbildung angetreten und sich anschließend im Orgelspiel am staatlichen Konservatorium der Prager Karls-Universität unterweisen lassen. Noch vor Kriegsende entdeckte Tancibudek ein neues Interessengebiet und wechselte zur Bühnenschauspielerei, wo er kleinere Auftritte an Prager Spielstätten absolvierte. In der Spielzeit 1918/19 erhielt er sein erstes Festengagement an das städtische Theater von Mährisch-Ostrau. Als überzeugter Sozialist gründete er gemeinsam mit Jindřich Honzl 1920 ein Theaterkollektiv namens Dědrasbor, wo er auch Regie führte. Zeitgleich widmete sich Tancibudek auch der Vortragskunst (Rezitationen) und half, kulturelle Veranstaltungen für Prager Arbeiter auf die Beine zu stellen. Von 1920 bis 1923 sind auch Filmrollen mit dem vielseitigen Künstler, der sich fortan Josef Zora nannte, nachzuweisen.

### Karriere beim Film bis 1945
Das Kino besaß jedoch erst mit Beginn des Tonfilmzeitalters in der Tschechoslowakei (1930) überragende Bedeutung in Zoras Berufsleben. Zwar trat er noch hin und wieder weiterhin vor die Kamera, doch konzentrierte er sich nunmehr die kommenden drei Jahrzehnte ganz auf die Tontechnik und wurde dessen wichtigster Vertreter in der heimischen Kinematografie. Bis zur Annexion seiner tschechischen Heimat durch Hitler-Deutschland (März 1939) sorgte Josef Zora für den guten Ton bei einer Fülle von Prager Unterhaltungsfilmen und arbeitete mit namhaften Regisseuren, allen voran Martin Frič, zusammen. Weitere Kollaborationen erfolgten mit den Regisseuren Gustav Machatý, Karel Lamač, Josef Rovenský und Otakar Vávra. 
Ab 1939 konnte Zora mühelos seine Arbeit bei reichsdeutschen Firmen, allen voran die Bavaria Filmkunst, fortsetzen und kümmerte sich um den Ton sowohl bei Filmen die in (bzw. bei) Prag als auch in Münchner Studios entstanden. Dabei kam es zu Zusammenarbeiten mit führenden deutschen Künstlern wie Heinz Rühmann, Theo Lingen, Hans Moser und Johannes Heesters. Zuletzt für die Prag-Film tätig, erlebte Josef Zora 1945 die Befreiung seiner tschechischen Heimat vor Ort.

### Die späten Jahre
Offensichtlich verübelten die neuen Machthaber Zoras enge Zusammenarbeit mit den Deutschen während des Krieges, denn er blieb bis 1948 beim nunmehr wieder unabhängigen, heimischen Film unbeschäftigt. Danach setzte Josef Zora zwar bis 1961 – zuletzt beim Fernsehfilm – seine Tätigkeit als Tontechniker fort, wurde jedoch deutlich seltener engagiert als in den Jahren zuvor. Auch in den 1950er Jahren kam es mehrfach zu Zusammenarbeiten mit Martin Frič. 1961 zog sich Josef Zora, der auch in Fachpublikationen Artikel zu Filmthemen publiziert hatte, sukzessive ins Privatleben zurück. 1971 starb er, von der Öffentlichkeit weitgehend vergessen, im Alter von 77 Jahren in seiner Heimatstadt Prag.

## Filmografie
Als Schauspieler
- 1920: Červená Karkulka
- 1921: Zelený automobil
- 1922: Komptoiristka
- 1922: Koryatovič
- 1922: Prodaná nevěsta
- 1923: Únos bankéře Fuxe
- 1931: Dobrý voják Švejk
- 1931: Miláček pluku
- 1932: Lelíček ve službách Sherlocka Holmese
- 1932: Načeradec král kibiců
- 1936: Jízdní hlídka
- 1937: Tři vejce do skla
- 1938: Lucerna
- 1938: Slávko nedej se!

Als Tontechniker
- 1930: Ein Mädel von der Reeperbahn
- 1931: Dobrý voják Švejk
- 1931: Karel Havlíček Borovský
- 1931: Kariéra Pavla Čamrdy
- 1932: Funebrák
- 1932: Kantor ideál
- 1932: Anton Spelec, der Scharfschütze (Anton Špelec, ostrostřelec)
- 1932: Schwester Angelika (Sestra Angelika)
- 1933: Ekstase
- 1933: Junge Liebe (Řeka)
- 1933: Revizor
- 1933: Svitáni
- 1934: Hudba srdcí
- 1934: Marijka nevěrnice
- 1934: Matka Kráčmerka
- 1934: Polenblut
- 1935: Král ulice
- 1935: Maryša
- 1935: Pariserin (Studentská máma)
- 1936: Uličnice
- 1936: Vojnarka
- 1936: Švadlenka
- 1936: Kinder einer großen Liebe (Děti velké lásky)
- 1936: Sextánka
- 1936: Arme kleine Inge
- 1936: Ein Kamel durchs Nadelöhr (Velbloud uchem jehly)
- 1937: Der Scheidungsgrund
- 1937: Advokátka Věra
- 1937: Batalion
- 1937: Harmonika
- 1937: Jan Výrava
- 1937: Jungfernschaft (Panenstvi)
- 1937: Der unsterbliche Geliebte (Karel Hynek Mácha)
- 1938: Panenka
- 1938: Lucerna
- 1938: Der Schritt ins Dunkel (Krok do tmy)
- 1938: Pán a sluha
- 1939: Osmnáctiletá
- 1939: Veselá bída
- 1939: Věra Lukášová
- 1939: Eva macht Dummheiten (Eva tropí hlouposti)
- 1939: Seitensprünge
- 1939: Alles Schwindel
- 1940: Fahrt ins Leben
- 1940: Golowin geht durch die Stadt
- 1940: Im Schatten des Berges
- 1940: Der Herr im Haus
- 1940: Was will Brigitte?
- 1941: Hauptsache glücklich
- 1941: Familienanschluß
- 1941: Kameraden
- 1942: Das große Spiel
- 1942: Ein Zug fährt ab
- 1942: 5000 Mark Belohnung
- 1942: Peterle
- 1943: Die unheimliche Wandlung des Axel Roscher
- 1944: Ich bitte um Vollmacht
- 1944: Bravo, kleiner Thomas
- 1945: Leuchtende Schatten
- 1949: Keine Angst um Peppo! (Pětistovka)
- 1949: Die Stieftochter des Wilddiebes oder Im Sumpfe der Großstadt (Pytlákova schovanka aneb Šlechetný milionář)
- 1950: Die Falle (Past)
- 1951: Wir sind nicht allein (Zocelení)
- 1953: Geheimnis des Blutes (Tajemství krve)
- 1954: Die Hundsköpfe (Psohlavci)
- 1955: Laß mich nur machen (Nechte to na mně)
- 1956: Robinsonka
- 1957: Melde gehorsamst (Poslušně hlásím)
- 1959: Dům na Ořechovce
- 1960: Český kontert (Fernsehfilm)
- 1961: Krátkometrážní (Fernsehkurzfilm)